# Руднячка
Руднячка — река в России, протекает в Старошайговском районе Мордовии. Устье реки находится в 61 км по левому берегу реки Рудни. Длина реки составляет 21 км, площадь водосборного бассейна 108 км².
Исток реки юго-западнее села Лямдяйский Майдан и в 10 км к северо-востоку от райцентра, села Старое Шайгово. Река течёт на восток, затем на северо-восток. Исток лежит на водоразделе Оки и Суры, неподалёку начинается река Модьев. В среднем течении протекает село Новотроицкое. Притоки — Крикуша (правый), Шебетка (левый). Впадает в Рудню напротив села Ингер-Пятина.

## Данные водного реестра
По данным государственного водного реестра России относится к Верхневолжскому бассейновому округу, водохозяйственный участок реки — Алатырь от истока и до устья, речной подбассейн реки — Сура. Речной бассейн реки — (Верхняя) Волга до Куйбышевского водохранилища (без бассейна Оки).
По данным геоинформационной системы водохозяйственного районирования территории РФ, подготовленной Федеральным агентством водных ресурсов:
- Код водного объекта в государственном водном реестре — 08010500212110000038048
- Код по гидрологической изученности (ГИ) — 110003804
- Код бассейна — 08.01.05.002
- Номер тома по ГИ — 10
- Выпуск по ГИ — 0